# François Ruin
François Ruin, né le 18 octobre 1902 et mort le 25 février 1987, est un homme politique français.

## Détail des fonctions et des mandats
Mandat parlementaire
- 7 novembre 1948 - 18 mai 1952 : Sénateur de la Haute-Savoie